# Broadway
Broadway (pronunciación en inglés: /ˈbrɔːdweɪ/) es una calle situada en el estado de Nueva York (Estados Unidos). Broadway empieza junto a State Street en Bowling Green (Nueva York), recorre 21 km a través del borough de Manhattan y 3,2 km a través del Bronx, sale de la ciudad por el norte, recorre otros 29 km por los municipios de Yonkers, Hastings-On-Hudson, Dobbs Ferry, Irvington y Tarrytown, y termina al norte de Sleepy Hollow, en el condado de Westchester.
Es la avenida norte-sur más antigua de Nueva York. Buena parte de la calle actual empezó siendo el sendero Wickquasgeck antes de la llegada de los europeos. Este sendero sería la base de una de las avenidas principales de la colonia neerlandesa de Nueva Ámsterdam, y continuó siéndolo bajo el dominio británico, aunque la mayor parte de ella no llevó su nombre actual hasta finales del siglo xix. Broadway en Manhattan es conocida por ser el corazón de la industria del teatro estadounidense, y es usado frecuentemente como metónimo para referirse a ella, así como en los nombres de circuitos alternativos de teatro como Off-Broadway y Off-Off-Broadway.

## Historia

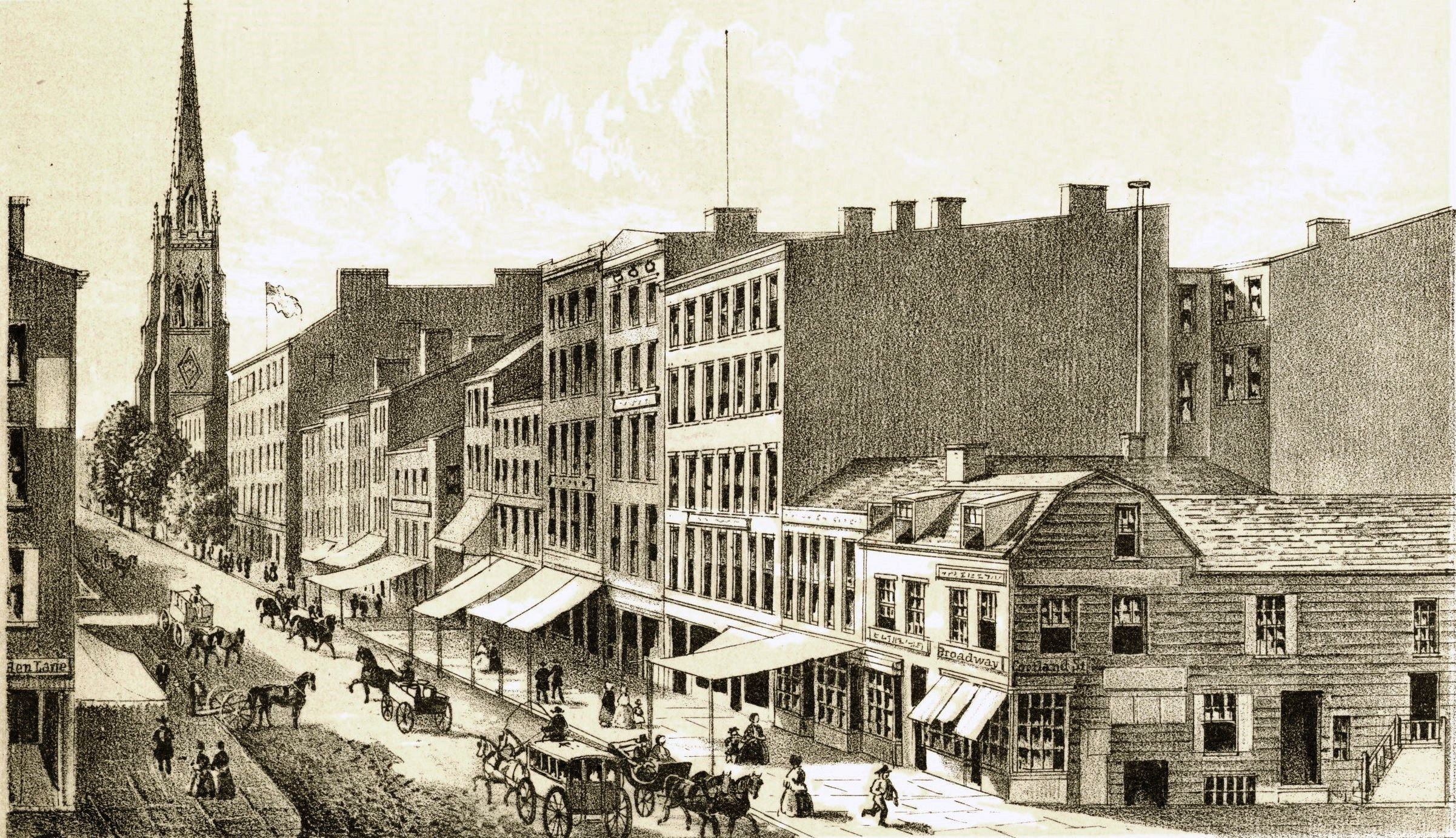
Broadway en 1834.

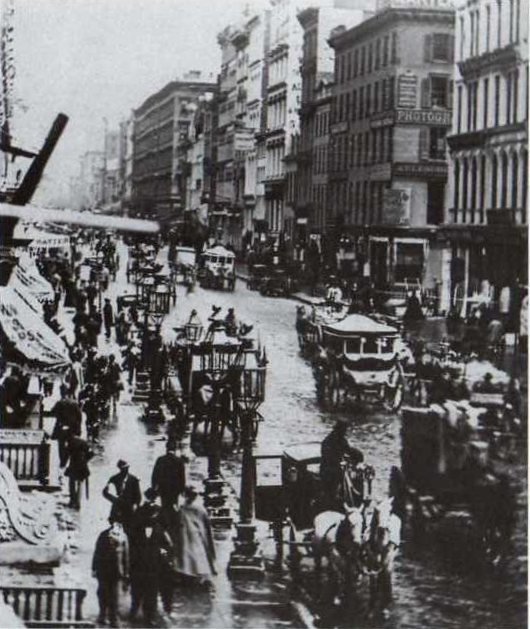
Broadway en 1860.

Broadway era originalmente el sendero Wickquasgeck, trazado en Manhattan por sus habitantes nativos, que serpenteaba a través de pantanos y rocas a lo largo de toda la longitud de la isla de Manhattan.
Tras la llegada de los neerlandeses, el sendero fue ensanchado y pronto se convirtió en el camino principal que atravesaba la isla de Manhattan desde la colonia de Nueva Ámsterdam, situada en su extremo sur. El explorador y emprendedor neerlandés David Pietersz. de Vries lo menciona por primera vez en su diario del año 1642 («el camino de los Wickquasgeck por el que los indios pasaban diariamente»). Los neerlandeses la llamaron Heeren Wegh or Heeren Straat, que significa «camino de los caballeros» o «calle de los caballeros» —reproduciendo el nombre de una calle similar de Ámsterdam—; fue renombrada Broadway (literalmente, «camino ancho») después de que los británicos se apoderaran de la ciudad, debido a su inusual anchura.
Aunque actualmente el nombre de la calle es simplemente Broadway, en un mapa de 1776 de Nueva York aparece como Broadway Street (literalmente, «calle Broadway»). A mediados del siglo xviii, parte de Broadway en lo que es actualmente Lower Manhattan era conocida como Great George Street.
En el siglo xviii, Broadway terminaba al norte de Wall Street, donde el tráfico continuaba hacia el norte por el East Side a través de Eastern Post Road y por el West Side a través de Bloomingdale Road. Esta última calle, que fue inaugurada en 1703, continuaba hasta la calle 117 y contribuyó al desarrollo del moderno Upper West Side como una zona residencial exclusiva. En 1868, el tramo de Bloomingdale Road entre las calles 59 (en el Grand Circle, actual Columbus Circle) y 155 fue pavimentado y ensanchado, convirtiéndose en una avenida con medianas ajardinadas, y fue llamado Western Boulevard o The Boulevard. Un mapa oficial de la ciudad de 1897 muestra un segmento de la actual Broadway en los alrededores de Washington Heights con el nombre de Kingsbridge Road. El 14 de febrero de 1899, el nombre Broadway fue extendido a todo el eje Broadway/Bloomingdale/Boulevard/Kingsbridge.

### Flujo del tráfico
Antiguamente Broadway era una calle de doble sentido durante todo su recorrido. Su transformación a su configuración actual —según la cual discurre con sentido único hacia el sur al sur de Columbus Circle (calle 59)—, se produjo en varias fases. El 6 de junio de 1954, la Séptima Avenida se convirtió en una calle de sentido único hacia el sur y la Octava Avenida en una calle de sentido único hacia el norte al sur de Broadway. En ese momento ninguna parte de Broadway se transformó a sentido único, pero el aumento del tráfico hacia el sur entre Columbus Circle (Octava Avenida) y Times Square (Séptima Avenida) hizo que la ciudad remodelara esa sección de Broadway con cuatro carriles hacia el sur y dos carriles hacia el norte. Broadway se convirtió a sentido único desde Columbus Circle hasta Herald Square (calle 34) el 10 de marzo de 1957, al mismo tiempo que la Sexta Avenida se convirtió a sentido único hacia el norte desde Herald Square hasta la calle 59 y la Séptima Avenida se convirtió a sentido único hacia el sur desde la calle 59 hasta Times Square, donde se cruza con Broadway. El 3 de junio de 1962, Broadway se convirtió a sentido único al sur de Canal Street, mientras que Trinity Place y Church Street llevarían el tráfico hacia el norte.

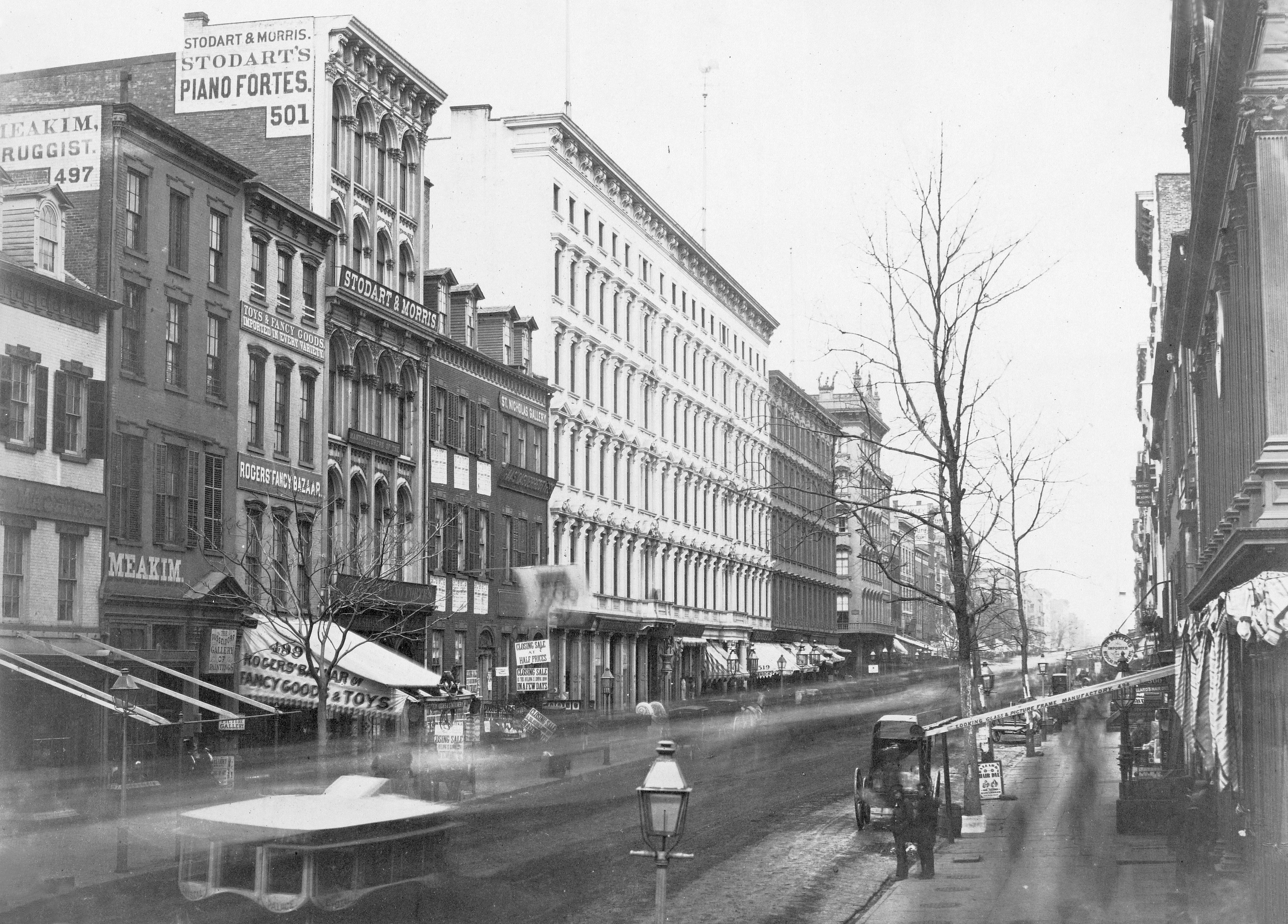
Broadway mirando hacia el norte desde Broome Street (ca. 1853-55).

El 10 de noviembre de 1963 se hizo otro cambio: Broadway se convirtió a sentido único hacia el sur desde Herald Square hasta Madison Square (calle 23) y desde Union Square (calle 14) hasta Canal Street, al mismo tiempo que otras dos calles —la Sexta Avenida al sur de Herald Square y Centre Street, Lafayette Street y la Cuarta Avenida al sur de Union Square— se convirtieron a sentido único hacia el norte. Por último, al mismo tiempo que Madison Avenue se convirtió a sentido único hacia el norte y la Quinta Avenida se convirtió a sentido único hacia el sur, Broadway se transformó a sentido único hacia el sur entre Madison Square (donde se cruza con la Quinta Avenida) y Union Square el 14 de enero de 1966, completando así su transformación al sur de Columbus Circle.
En 2001, se remodeló una sección de Broadway de una manzana de longitud entre las calles 72 y 73, en Verdi Square. Sus carriles orientales, que antiguamente llevaban el tráfico hacia el norte, fueron transformados en un parque público cuando se construyó una nueva entrada para la estación de metro de la Calle 72 en la antigua ubicación de estos carriles. Actualmente, el tráfico que va hacia el norte por Broadway es desviado por Amsterdam Avenue, gira a la izquierda por la calle 73 y poco después gira a la derecha para tomar de nuevo Broadway.
En agosto de 2008, dos carriles de tráfico de Broadway entre las calles 42 y 35 fueron puestos fuera de servicio y convertidos en plazas públicas. Además, se añadieron carriles bici desde la calle 42 hasta Union Square.

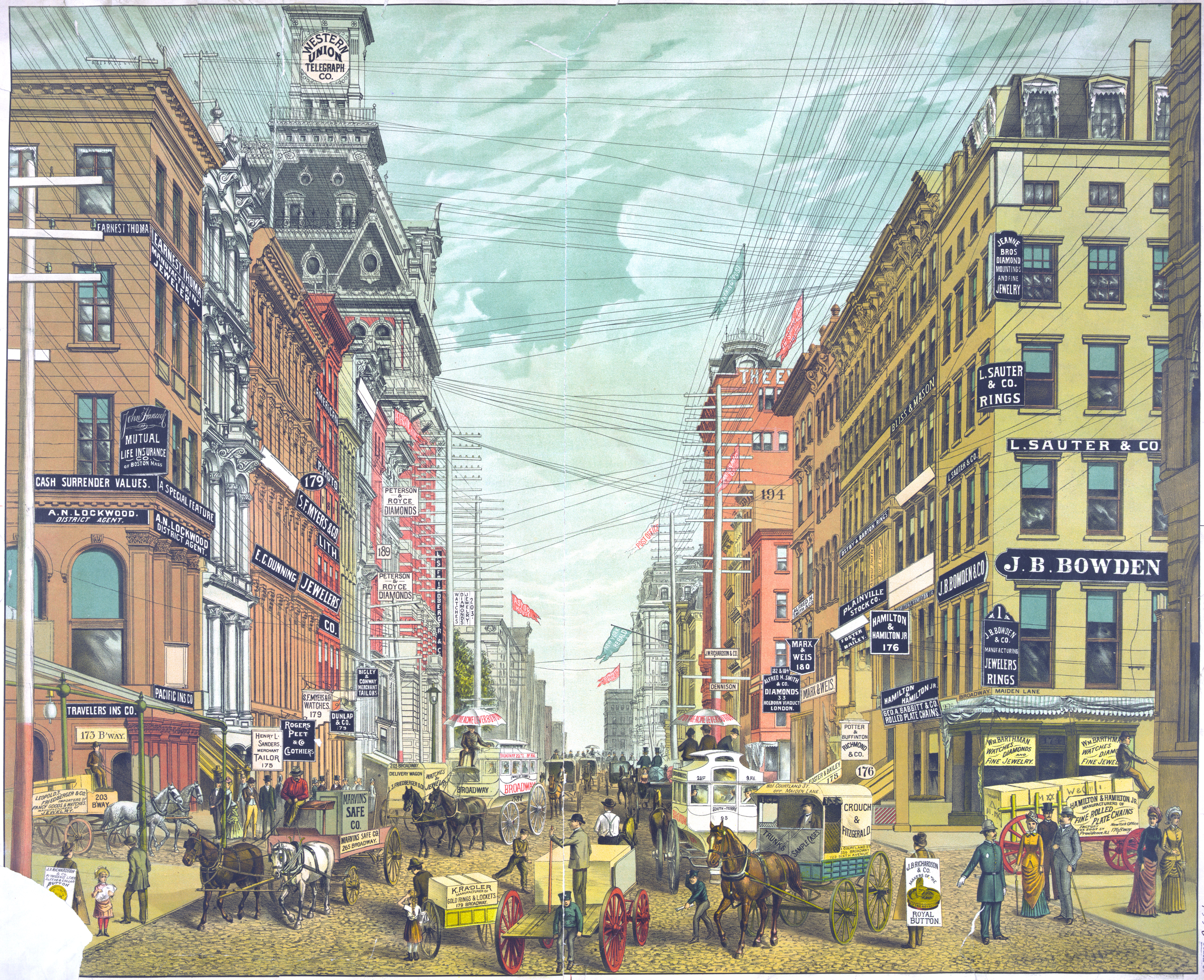
En 1885, el distrito comercial de Broadway estaba repleto de líneas de teléfono, telégrafo y electricidad. Esta vista es hacia el norte desde Cortlandt y Maiden Lane.

Desde mayo de 2009, las secciones de Broadway que atraviesan Duffy Square, Times Square y Herald Square están cerradas completamente al tráfico de automóviles, excepto el tráfico que la cruza en las calles y avenidas, como parte de un experimento de tráfico y peatonalización. La calzada está reservada exclusivamente para peatones y ciclistas. El ayuntamiento decidió que el experimento había sido un éxito, y decidió hacer el cambio permanente en febrero de 2010. Aunque los beneficios previstos para el flujo del tráfico no fueron tan grandes como se esperaban, los atropellos a peatones se redujeron espectacularmente y el tráfico peatonal aumentó en las zonas designadas. El proyecto fue acogido favorablemente por los residentes y los comerciantes. Las secciones que se han convertido en plazas peatonales son Times Square y Duffy Square, entre las calles 47 y 42, y Herald Square, entre las calles 35 y 33. Además, los tramos de Broadway que atraviesan Madison Square y Union Square han sido estrechados drásticamente, permitiendo que existan amplias plazas peatonales junto a la calzada.
En mayo de 2013, el Departamento de Transporte de la Ciudad de Nueva York decidió remodelar Broadway entre las calles 35 y 42 por segunda vez en cinco años, debido a las malas conexiones entre las plazas peatonales y el descenso del tráfico de vehículos. Con el nuevo diseño, el carril bici está en el lado derecho de la calle; antiguamente estaba en el lado izquierdo, junto a las plazas peatonales, lo que causaba conflictos entre el tráfico de peatones y bicicletas.
En primavera de 2017, como parte de la remodelación de Worth Square, la sección de Broadway entre las calles 24 y 25 se convirtió en una calle compartida. Están prohibidos los vehículos que la atraviesen y los vehículos de reparto están limitados a 5 millas por hora (8 km/h). Los vehículos de reparto van hacia el norte por la Quinta Avenida hacia la calle 25 durante esa manzana, invirtiendo la dirección del tráfico y evitando que los vehículos vayan hacia el sur por Broadway al sur de la calle 25. El proyecto amplía una iniciativa de 2008 que transformó parte de la intersección de Broadway con la Quinta Avenida en una plaza pública, simplificando esa intersección. Como parte del proyecto de 2017, Worth Square fue ampliada y la manzana adyacente de Broadway se convirtió en una calle compartida.

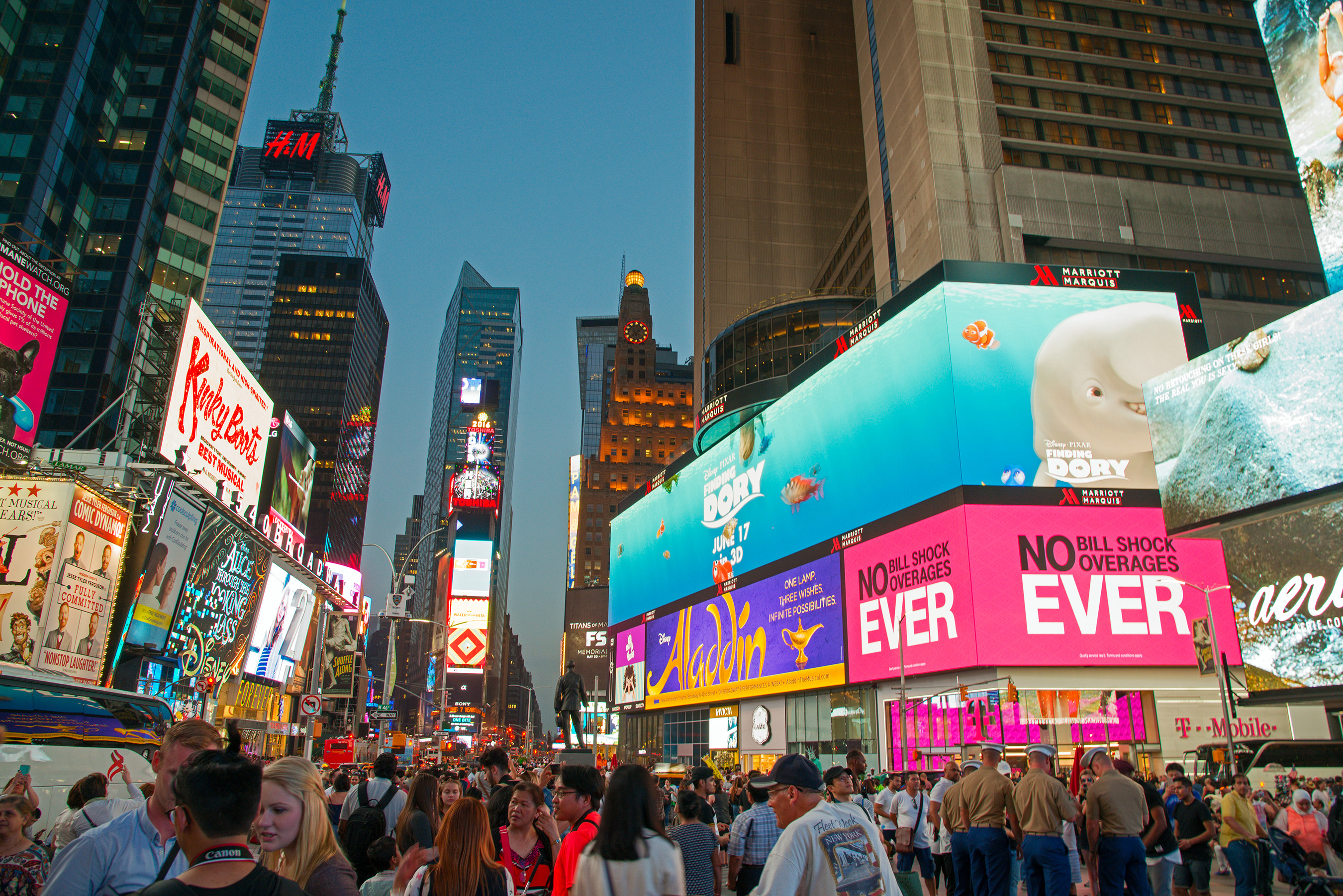
El segmento de Broadway en Times Square.

## Recorrido

### Descripción
Broadway recorre toda la longitud de la isla de Manhattan, aproximadamente paralela al río Norte (la parte del río Hudson que bordea Manhattan), desde Bowling Green al sur hasta Inwood, en el extremo norte de la isla. Al sur de Columbus Circle, es una calle de sentido único hacia el sur. Desde 2009, el tráfico de vehículos ha estado prohibido en Times Square entre las calles 47 y 42, y en Herald Square entre las calles 35 y 33 como parte de un programa piloto; la calzada está reservada para los ciclistas y los peatones. En la costa norte de Manhattan, Broadway cruza el río Harlem a través del Puente de Broadway y continúa por Marble Hill (una parte no contigua del borough de Manhattan) y posteriormente por El Bronx hacia el condado de Westchester. La carretera US 9 se sigue llamando Broadway hasta su intersección con la NY 117.

#### Lower Manhattan

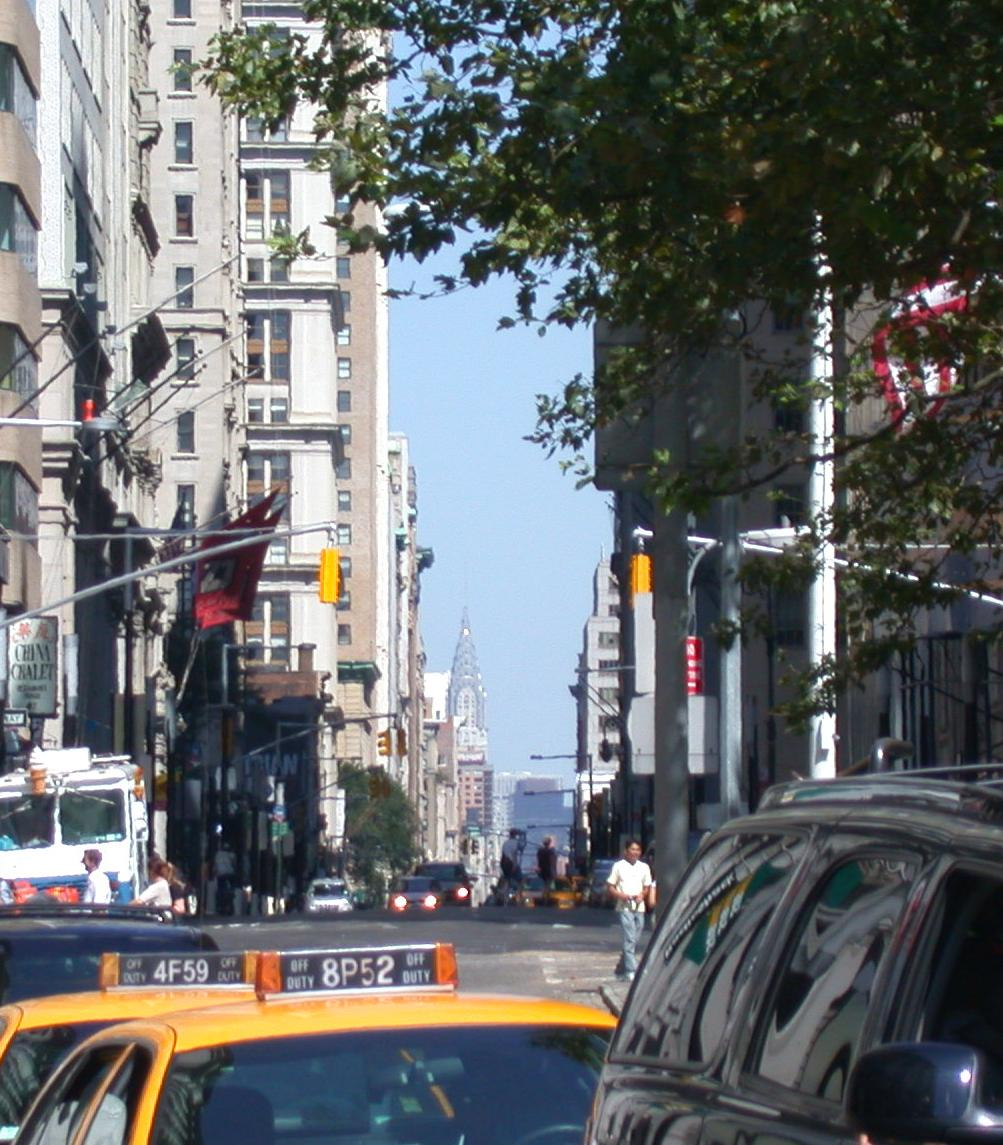
Vista de Broadway desde Bowling Green, con el Edificio Chrysler al fondo.

La sección de Broadway desde su origen en Bowling Green hasta el City Hall Park es el lugar de realización tradicional de los ticker tape parades de la ciudad, y por este motivo es llamada a veces el Canyon of Heroes (literalmente, «Cañón de los Héroes»). Al oeste de Broadway, hasta Canal Street, se encontraba la zona residencial de moda de la ciudad hasta en torno a 1825; las tierras ganadas al mar han más que triplicado la superficie de esta zona, y la costa del río Hudson se encuentra actualmente más al oeste, después de Tribeca y Battery Park City.
Broadway marca el límite entre Greenwich Village al oeste y el East Village al este, pasando por Astor Place. Cerca de allí está la Universidad de Nueva York, junto al Washington Square Park, donde empieza la Quinta Avenida. Una curva frente a la iglesia de la Gracia supuestamente evita una antigua taberna; a partir de la calle 10 empieza su largo recorrido diagonal a través de Manhattan, aproximadamente en dirección al norte geográfico.

#### Midtown Manhattan

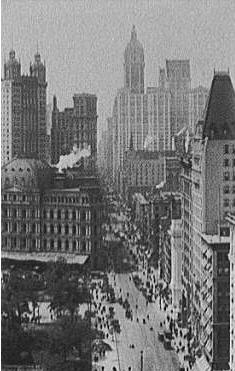
Vista de Broadway en 1909.

Debido a que el trazado de Broadway es anterior a la cuadrícula que impuso en la isla el Plan de los Comisarios de 1811, atraviesa Midtown Manhattan diagonalmente, cruzándose tanto con las calles este-oeste como con las avenidas norte-sur. Los cruces de Broadway con las avenidas, marcadas por plazas (algunas de las cuales son solo pequeños espacios abiertos triangulares), han creado algunos edificios interesantes, como el Edificio Flatiron.
En Union Square, Broadway se cruza con la calle 14, se fusiona con la Cuarta Avenida y continúa su recorrido diagonal hacia el norte a partir de la esquina noroeste de la plaza. Union Square es el único lugar de Manhattan en el que la sección física de Broadway es discontinua (otras secciones son plazas peatonales). En Madison Square, donde se encuentra el Edificio Flatiron, Broadway se cruza con la Quinta Avenida a la altura de la calle 23, y es discontinua para los vehículos durante un tramo de una manzana entre las calles 24 y 25. En Greeley Square (calle 33), Broadway se cruza con la Sexta Avenida (Avenue of the Americas), y es discontinua para los vehículos. Los grandes almacenes Macy's Herald Square, una manzana al norte de la discontinuidad, se encuentran en la manzana rodeada por Broadway, la Séptima Avenida y las calles 34 y 35; son uno de los grandes almacenes más grandes del mundo.

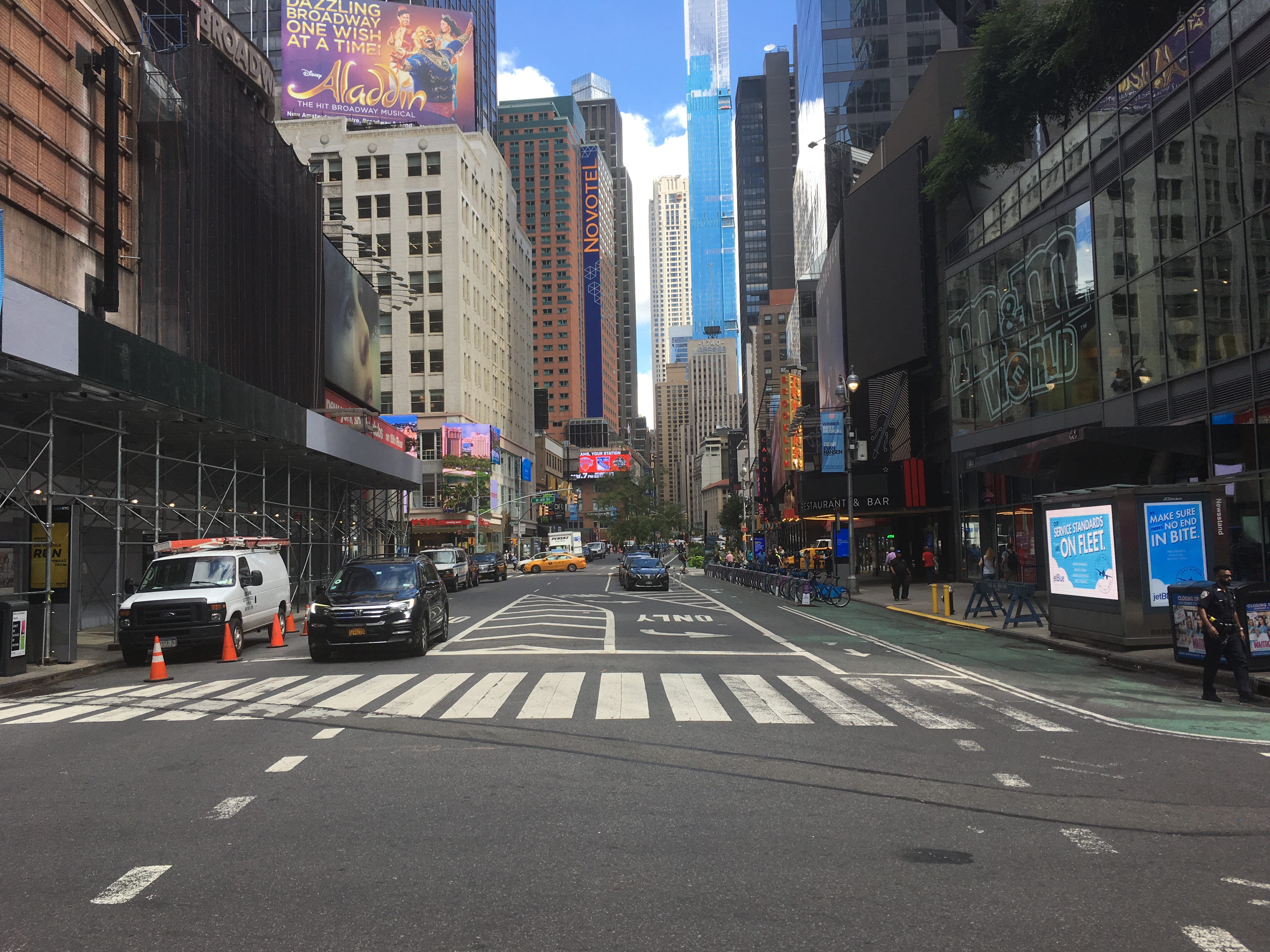
Broadway mirando hacia el norte desde la calle 48, en el Theater District.

Un tramo famoso de Broadway cerca de Times Square, donde se cruza con la Séptima Avenida, alberga muchos teatros de Broadway, que ofrecen un conjunto en constante cambio de obras comerciales a gran escala, particularmente musicales. Esta zona de Manhattan es llamada a veces Theater District y el tramo de Broadway que la atraviesa también es conocido como la Great White Way (literalmente, «Gran Camino Blanco»), un apodo que se originó en el titular «Found on the Great White Way» de la edición del 3 de febrero de 1902 del New York Evening Telegram. Este apodo se debe a los millones de luces de las marquesinas y carteles publicitarios de los teatros que iluminan la zona. Después de convertirse de facto en el barrio rojo de la ciudad en las décadas de 1960 y 1970 (como puede verse en las películas Taxi Driver y Midnight Cowboy), desde finales de los años ochenta Times Square se ha convertido en un centro turístico familiar, y ha sido Disneyficado tras la adquisición y renovación por la compañía del New Amsterdam Theatre en la calle 42 en 1993.
El periódico The New York Times, que dio su nombre a la plaza, fue publicado en sus oficinas en el 239 de la calle 43 Oeste hasta el 15 de junio de 2007.

#### Upper West Side
En la esquina suroeste de Central Park, Broadway se cruza con la Octava Avenida (llamada Central Park West al norte de la calle 59) en la calle 59 y Columbus Circle; en la ubicación del antiguo centro de convenciones New York Coliseum está el nuevo centro comercial a los pies del Time Warner Center, sede de la Time Warner. Al norte de Columbus Circle, Broadway se convierte en un ancho bulevar hasta la calle 169, con medianas ajardinadas que separan el tráfico hacia el norte del tráfico hacia el sur. Estas medianas son un vestigio del paseo central de The Boulevard, que se había convertido en la columna vertebral del Upper West Side.
Broadway se cruza con Columbus Avenue (conocida como Novena Avenida al sur de la calle 59) en las calles 65 y 66, donde se encuentran la Juilliard School y el Lincoln Center, dos centros de artes escénicas muy conocidos, así como el Templo de Manhattan de la Iglesia de Jesucristo de los Santos de los Últimos Días.

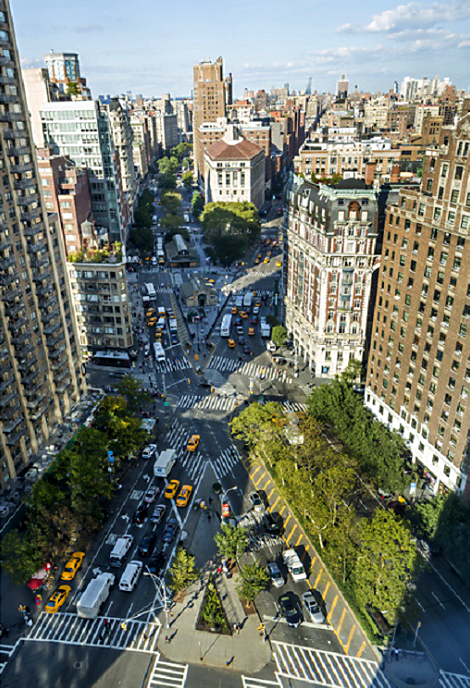
La intersección con forma de X de Broadway (de la esquina inferior derecha a la superior izquierda) y Amsterdam Avenue (de la esquina inferior izquierda a la superior derecha), mirando hacia el norte desde Sherman Square hacia la calle 72 y los copas de los árboles de Verdi Square.

Entre las calles 70 y 73, Broadway se cruza con Amsterdam Avenue (conocida como Décima Avenida al sur de la calle 59). La ancha intersección de las dos avenidas ha sido históricamente un lugar donde se producían numerosos accidentes de tráfico y atropellos de peatones, en parte debido a los largos pasos de peatones. Hay dos pequeños espacios triangulares en los puntos donde Broadway se cruza con Amsterdam Avenue. Uno es un pequeño recinto vallado con arbustos y plantas en la calle 70 llamado Sherman Square (aunque toda la intersección también ha sido conocida colectivamente como Sherman Square), y el otro triángulo es un exuberante jardín de árboles que bordea Amsterdam Avenue desde justo después de la calle 72 hasta la calle 73. Llamado Verdi Square en 1921 por su monumento al compositor italiano Giuseppe Verdi, erigido en 1909, este espacio público triangular fue designado monumento escénico por la Comisión para la Preservación de Monumentos Históricos de Nueva York en 1974, y es uno de los nueve parques de la ciudad que han recibido esta designación. En las décadas de 1960 y 1970, la zona que rodea Verdi Square y Sherman Square era conocida por los consumidores y traficantes de drogas de la ciudad como Needle Park («parque de las agujas»), y apareció en la película dramática de 1971 The Panic in Needle Park, dirigida por Jerry Schatzberg y protagonizada por Al Pacino en su segunda aparición en una película.
La entrada original de ladrillo y piedra de la estación de metro de la Calle 72, una de las primeras veintiocho estaciones de metro de Manhattan, permanece en una de las anchas medianas en el centro de Broadway, al sur de la calle 72. Durante muchos años, todo el tráfico de Broadway fluía a ambos de esta mediana y su entrada de metro, y sus carriles hacia el norte la pasaban al oeste de Verdi Square. Entre 2001 y 2002, la renovación de la histórica estación de la Calle 72 y la construcción de una segunda entrada de metro en una mediana adyacente justo al norte de la calle 72, al otro lado del edificio original, resultó en la creación de una plaza pública con adoquines de piedra y bancos públicos, conectando el edificio nuevo con Verdi Square y haciendo necesario desviar el tráfico hacia el norte por Amsterdam Avenue durante una manzana. Mientras que los carriles de Broadway hacia el sur en esta intersección no fueron afectados por estas obras, sus carriles hacia el norte dejaron de ser contiguos en esta intersección. Los vehículos pueden continuar por Amsterdam Avenue hacia el norte o girar a la izquierda para tomar la calle 73 y posteriormente girar a la derecha para continuar por Broadway.
Cerca de esta intersección se encuentran varios edificios de apartamentos notables, incluido The Ansonia, cuya ornamentada arquitectura de estilo beaux arts domina el paisaje de la zona. The Ansonia abrió sus puertas primero como un hotel, y posteriormente albergó el club de alterne Plato's Retreat. Inmediatamente al norte de Verdi Square está el majestuso edificio del Apple Bank for Savings, antiguamente Central Savings Bank, que fue construido en 1926 y diseñado para parecerse al Edificio del Banco de la Reserva Federal de Nueva York. Broadway también alberga el Beacon Theatre en la calle 74, inscrito en el Registro Nacional de Lugares Históricos en 1979, que fue fundado en 1929 como sala de música y vodevil y todavía funciona como sala de conciertos.
En su intersección con la calle 78, Broadway cambia ligeramente de dirección y continúa aproximadamente alineada con la cuadrícula del Plan de los Comisarios de 1811. Después de la curva están el histórico edificio de apartamentos The Apthorp, construido en 1908, y la Primera Iglesia Bautista de Nueva York, fundada en 1762, cuyo actual edificio en Broadway fue construido en 1891. La calle también pasa junto a edificios de apartamentos de importancia histórica como The Belnord, el Astor Court Building, y The Cornwall, de estilo modernista. En Broadway con la calle 95 está Symphony Space, fundado en 1978 como sala de música y danza vanguardista y clásica en el antiguo Symphony Theatre, que fue construido originalmente en 1918 como una «sala de música y cine». En la calle 99, Broadway pasa entre los dos controvertidos rascacielos de The Ariel. En la calle 107, Broadway se junta con la West End Avenue, y la intersección forma Straus Park, que contiene un memorial al Titanic de Augustus Lukeman.

#### Norte de Manhattan y El Bronx

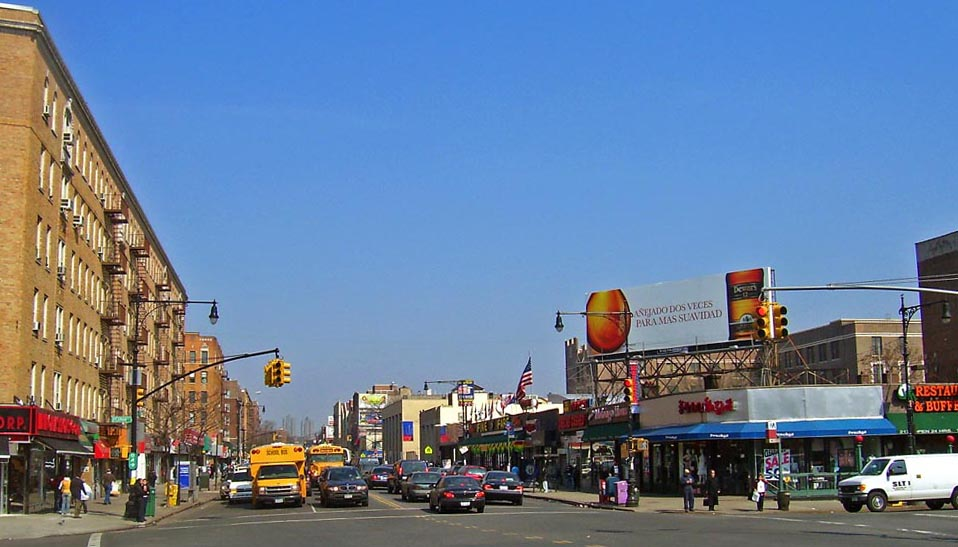
Broadway a la altura de Dyckman Street en Inwood.

Broadway pasa posteriormente junto al campus de la Universidad de Columbia en la calle 116 en Morningside Heights, parcialmente en la zona que albergó el Manicomio de Bloomingdale desde 1808 hasta que se trasladó al condado de Westchester en 1894. Todavía en Morningside Heights, Broadway pasa junto al campus del Barnard College. A continuación, se encuentran el patio gótico del Union Theological Seminary, y los edificios de ladrillo del Seminario Teológico Judío de América, con sus patios interiores ajardinados, uno a cada lado de Broadway. En la siguiente manzana está la Manhattan School of Music.
Broadway pasa posteriormente por el campus de Manhattanville de la Universidad de Columbia, y por el campus principal del CUNY–City College cerca de la calle 135; los edificios góticos del campus original del City College están una manzana al este. También al este están los edificios de arenisca marrón de Hamilton Heights. Hamilton Place es una sección que se conserva de Bloomingdale Road, y originalmente se encontraba allí la casa de Alexander Hamilton, The Grange, que ha sido trasladada.
Broadway logra un efecto verde, similar a un parque, particularmente en primavera, cuando discurre entre el cementerio de la iglesia de la Trinidad y la antigua capilla de la Trinidad, actual iglesia de la Intercesión, cerca de la calle 155. El hospital presbiteriano de Nueva York se encuentra en Broadway cerca de las calles 166, 167 y 168, en Washington Heights. La intersección con la St. Nicholas Avenue en la calle 167 forma el Mitchell Square Park. En la calle 178, la carretera US 9 se hace concurrente con Broadway. Broadway cruza el río Harlem a través del Puente de Broadway, que conduce a Marble Hill. A continuación, entra en El Bronx, donde constituye el límite entre Riverdale, al oeste, y el Van Cortlandt Park, al este. En la calle 253, la NY 9A se une con la US 9 y Broadway.

#### Condado de Westchester

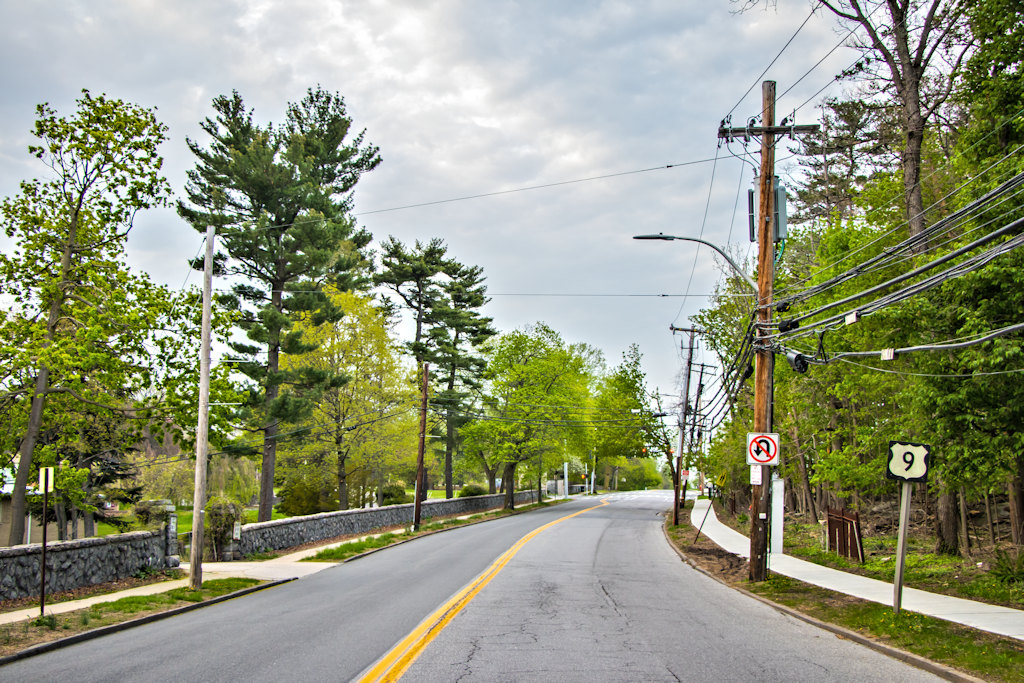
North Broadway (US 9) en Yonkers.

El lado norte del Van Cortlandt Park marca el límite de la ciudad y Broadway entra en Yonkers, donde actualmente es conocida como South Broadway. Cambia ligeramente de dirección hacia el oeste, más cerca del río Hudson, y sigue siendo una ajetreada calle comercial urbana. En el centro de Yonkers, cerca del río, pasa a llamarse North Broadway y la NY 9A se separa por Ashburton Avenue. Broadway escala la colina cercana, y discurre paralela al río y a las vías del tren, unas pocas manzanas al este de ambas cuando pasa por el St. John's Riverside Hospital. Los barrios se hacen más residenciales y la calle serpentea suavemente a lo largo de la cresta. En Yonkers, Broadway pasa junto a la histórica Philipse Manor, que data de la época colonial.
Sigue llamándose Broadway tras dejar Yonkers y entrar en Hastings-on-Hudson, donde se divide en dos rutas separadas hacia el norte y hacia el sur durante 1 km. Los árboles se hacen más altos y las casas, muchas de ellas separadas de la calle mediante vallas de piedra, se hacen más grandes, y pasa junto a otro Hito Histórico Nacional, la John William Draper House, desde donde se realizaron las primeras astrofotografías de la Luna.

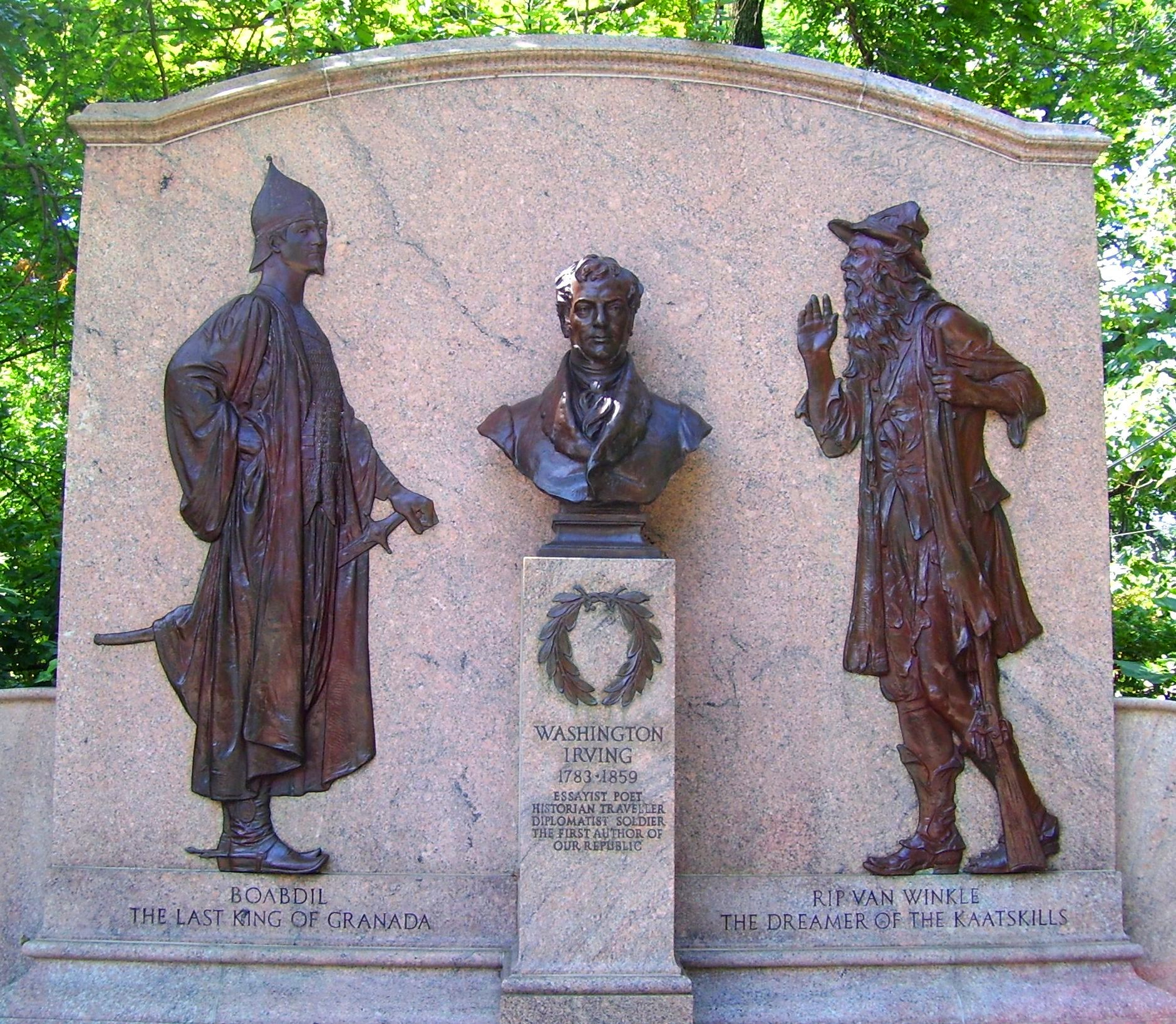
El Washington Irving Memorial en North Broadway en Irvington, cerca de la casa de Irving, Sunnyside.

En el siguiente pueblo, Dobbs Ferry, Broadway ofrece vistas del río Hudson mientras atraviesa su sección residencial. Broadway pasa por el Acueducto de Croton y cerca del distrito comercial de la localidad. Tras cruzarse con Ashford Avenue, Broadway pasa junto al Mercy College, posteriormente gira hacia la izquierda en el centro del pueblo justo después de la South Presbyterian Church, dirigiéndose a Ardsley-on-Hudson e Irvington. La Villa Lewaro, la casa de Madam C. J. Walker, la primera millonaria afrodescendiente, se encuentra junto a la calle. En el norte de Irvington se encuentra un memorial al escritor Washington Irving, en honor al cual el pueblo fue renombrado, junto al desvío que conduce hacia su casa, Sunnyside. Al entrar en la parte sur de Tarrytown, Broadway pasa junto a la histórica Lyndhurst, una gran mansión construida a lo largo del río Hudson a principios del siglo xix.
Al norte, en el centro técnico de Kraft Foods, se hace visible el Puente Tappan Zee. Tras cruzar bajo el New York State Thruway y la I-87, concurrente con la I-287, y cruzarse con la NY 119, de cuatro carriles, Broadway se convierte en la ajetreada calle principal de Tarrytown. La Iglesia Episcopal de Cristo, que frecuentaba Irving, se encuentra junto a la calle. A lo largo de ella se encuentran también muchos restaurantes y tiendas exclusivas. Esta zona comercial termina en el término este de la NY 448, donde Broadway gira hacia la izquierda, cuesta abajo, pasando por la Antigua Iglesia Neerlandesa de Sleepy Hollow, otro Hito Histórico Nacional. La calle entra entonces en Sleepy Hollow (antiguamente North Tarrytown), pasando por el centro de visitantes de Kykuit, el Hito Histórico Nacional que perteneció a la familia Rockefeller. Broadway pasa posteriormente junto al histórico cementerio de Sleepy Hollow, en el que se encuentra la tumba de Washington Irving, y es el escenario de La leyenda de Sleepy Hollow. Broadway se amplía a cuatro carriles en la intersección con la NY 117, donde termina, y la US 9 se convierte en Albany Post Road (y Highland Avenue) en el límite norte de Sleepy Hollow.

### Secciones con apodos

#### Canyon of Heroes

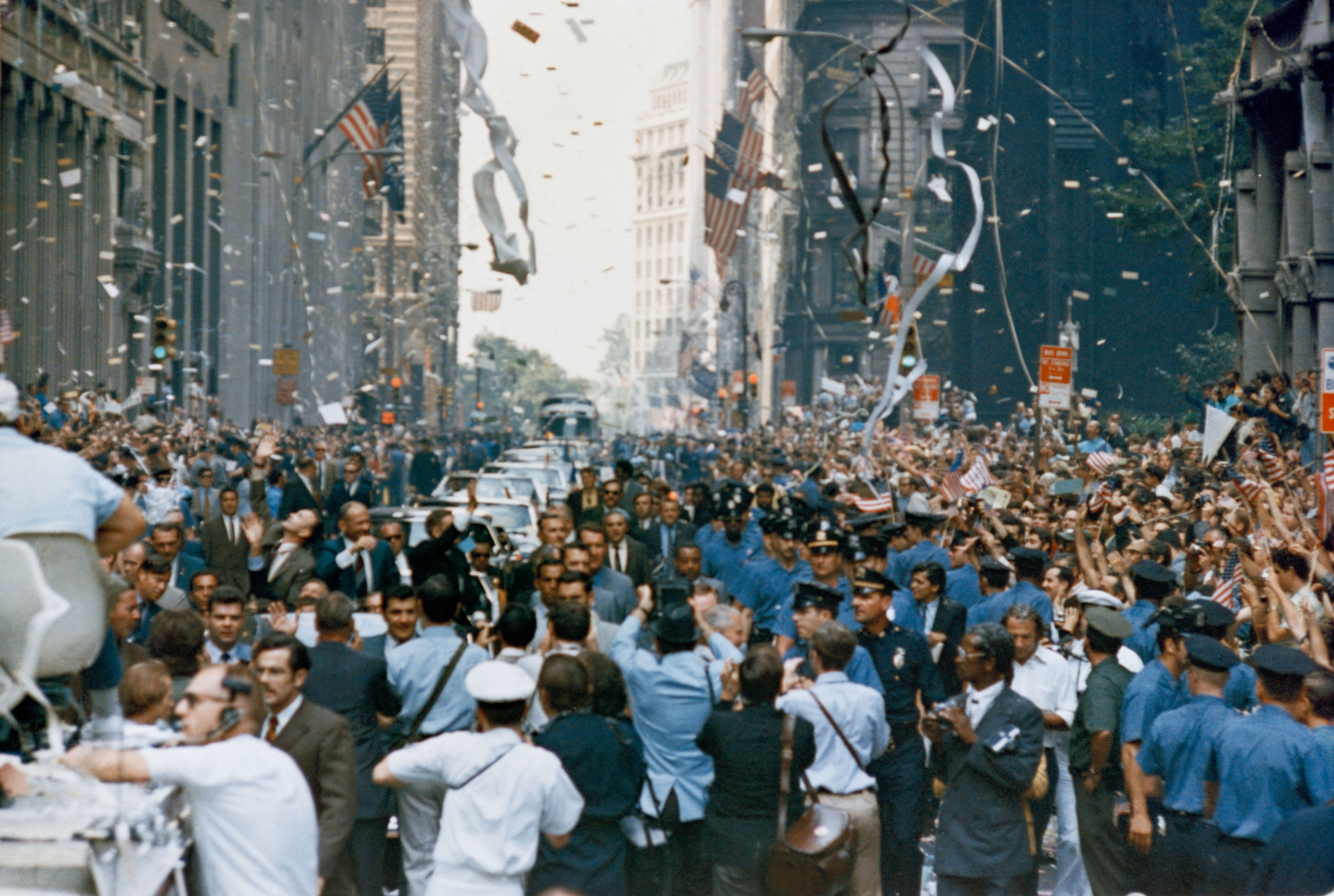
El Canyon of Heroes durante un ticker tape parade para los astronautas del Apolo 11 el 13 de agosto de 1969.

La expresión Canyon of Heroes («Cañón de los Héroes») se usa ocasionalmente para referirse a la sección sur de Broadway en el Distrito Financiero, que es el lugar de celebración de los ticker tape parades de la ciudad. La ruta tradicional del desfile es desde Bowling Green hasta el City Hall Park. La mayor parte de la ruta está bordeada a ambos lados por rascacielos de oficinas, lo que permite la contemplación del desfile a los miles de trabajadores, que lanzan productos de papel triturado creando así el ambiente similar a una tormenta de nieve que caracteriza este tipo de desfiles.
Mientras que sobre los típicos desfiles de campeonatos deportivos se han arrojado unas cincuenta toneladas de confeti y papel triturado, el desfile del Día de la Victoria sobre Japón el 14–15 de agosto de 1945 —que marcó el final de la Segunda Guerra Mundial— fue cubierto con 5438 toneladas, según las estimaciones del Departamento de Sanidad de la Ciudad de Nueva York. Más de doscientas franjas de granito negro incrustadas en las aceras de esta sección de Broadway recuerdan a los homenajeados con pasados ticker tape parades.

#### Great White Way
Great White Way («Gran Camino Blanco») es el apodo de una sección de Broadway en Midtown Manhattan, específicamente la parte que cruza el Theater District, entre las calles 42 y 53, donde se encuentra Times Square. En 1880, un tramo de Broadway entre Union Square y Madison Square fue iluminado con lámparas de arco Brush, convirtiéndose así en una de las primeras calles con iluminación eléctrica de los Estados Unidos. En la década de 1890, el tramo entre las calles 23 y 34 estaba iluminado tan intensamente por los carteles publicitarios eléctricos que los neoyorquinos empezaron a llamarla The Great White Way. Cuando el distrito de teatros se trasladó hacia el norte, el nombre fue transferido a la zona de Times Square. La expresión Great White Way ha sido atribuida a Shep Friedman, columnista del New York Morning Telegraph, que tomó prestado el término del título de un libro sobre el Ártico de Albert Paine. En la edición del 3 de febrero de 1902 del New York Evening Telegram apareció el titular «Found on the Great White Way».
El historiador y artista Jerome Myers ofrece un retrato de Broadway y The Great White Way por la noche en la primera parte del siglo xx en Artist In Manhattan (1940):

De madrugada en Broadway, la misma luz que corona las cumbres montañosas de los cañones de Colorado revela gradualmente la anatomía tranquila, los esqueletos desnudos de los enormes carteles de hierro que enrejan el cielo, ahora desnudos de las atracciones de la noche volcánica. Casi sin vida, los cansados animadores de los clubes nocturnos y sus amigos deambulan a sus habitaciones, los taxistas comparan billetes y ganancias, la enorme escena callejera ha recibido su llamada a escena, la obra ha terminado.

Querida vieja Broadway, durante muchos años he vivido en tus fronteras. He conocido la tranquilidad de tu amanecer. Incluso antes me tomaba mi café en Martin's, en la calle 54 —ahora, por desgracia, desaparecido—, donde veía a las criaturas de la vida nocturna antes de que desaparecieran con el amanecer. Una noche un célebre imitador de mujeres vino al restaurante desde un club al otro lado de la calle en sus mejores galas. Varios taxistas empezaron a burlarse de él. No pudiendo soportar más sus burlas, se levantó y golpeó a todos los taxistas, dejándolos inconscientes. Entonces volvió al club, solo para lamentarse con amargas lágrimas: «¡Mira cómo me han arruinado el vestido!»

Atrás quedaron los antiguos bares de ostras y steakhouses de Broadway, testimonio de la tradición de sus clientes, los bon vivants de Manhattan. Atrás quedaron los días en que la Hoffman House florecía en Madison Square, con sus famosos desnudos de Bouguereau; cuando las cantinas eran palacios, en casi cada esquina de la ciudad; cuando Steve Brodie saltó desde el Puente de Brooklyn y llenó de publicidad a todo el país; cuando las salas de conciertos de Bowery dispensaban schooners de cerveza por cinco centavos, con el espectáculo incluido; cuando el Theis's Music Hall todavía resonaba en la calle 14 con su gran órgano mecánico, la maravilla de su época, un lugar de belleza, con magníficas pinturas y libre compañía y la vida femenina más franca. Al otro lado de la calle estaba el Tammany Hall, y a su lado Tony Pastor's, donde nacieron las estrellas del escenario. El propio Tony, un artista de variedades y empresario teatral, con ropa de vestir y sombrero de copa, cantaba sus baladas, e hizo que Lillian Russell y otros saltaran a la fama.

## Transporte

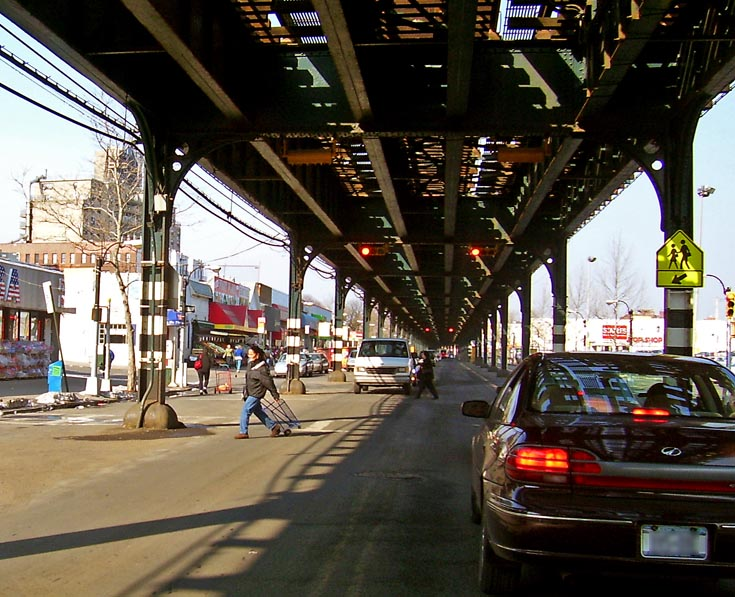
Broadway bajo la estructura elevada de la Línea de la Séptima Avenida–Broadway en El Bronx.

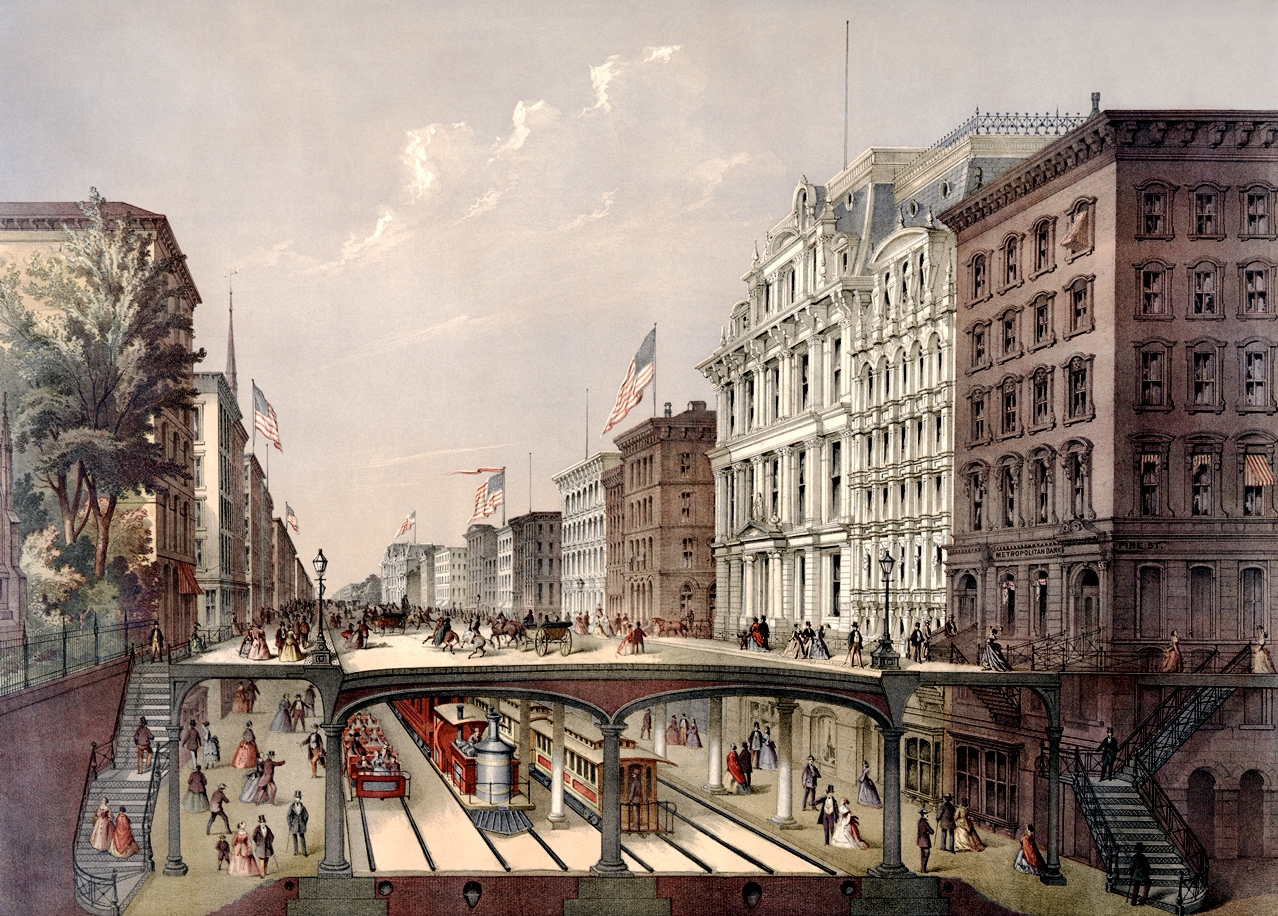
Dibujo de 1868 de un «ferrocarril de arcadas» propuesto para Broadway.

De sur a norte, Broadway en un punto u otro discurre por encima o por debajo de varias líneas del Metro de Nueva York, incluida la Línea de Lexington Avenue, la Línea Broadway, la Línea de la Séptima Avenida–Broadway y la Línea de la Octava Avenida. La Línea de la Sexta Avenida es la única línea troncal norte-sur en Manhattan que no discurre en algún punto a lo largo de Broadway:
- La Línea de Lexington Avenue discurre por debajo de Broadway desde Bowling Green hasta Fulton Street (trenes 4 y 5).
- La Línea Broadway discurre por debajo de Broadway desde City Hall hasta Times Square–42nd Street (trenes N, Q, R y W).
- La Línea de la Séptima Avenida–Broadway discurre por debajo y por encima de Broadway desde Times Square hasta 168th Street (trenes 1, 2 y 3), y de nuevo desde la calle 218 hasta su término en El Bronx en Van Cortlandt Park–242nd Street (trenes 1).
- La parte norte de la Línea de la Octava Avenida discurre por debajo de Broadway desde Dyckman Street hasta Inwood–207th Street (trenes A).[68]

Entre los primeros tranvías en Broadway se encontraban la Broadway and University Place Line del Broadway and Seventh Avenue Railroad (1864?) entre Union Square (calle 14) y Times Square (calle 42), la Ninth and Amsterdam Avenues Line del Ninth Avenue Railroad (1884) entre las calles 65 y 71, la Broadway Branch Line del Forty-second Street, Manhattanville and St. Nicholas Avenue Railway (1885?), entre Times Square y la calle 125, y la Kingsbridge Line del Kingsbridge Railway al norte de la calle 169. La Broadway Line del Broadway Surface Railroad, una línea de tranvía de cables, abrió en el tramo sur de Broadway (al sur de Times Square) en 1893, y pronto se convirtió en el núcleo del Metropolitan Street Railway, con dos ramales: la Broadway and Lexington Avenue Line y la Broadway and Columbus Avenue Line.
Estas líneas de tranvía fueron sustituidas por rutas de autobús en las décadas de 1930 y 1940. Antes de que Broadway se convirtiera en una calle de sentido único, las principales rutas de autobús que la recorrían eran la 6 (Broadway al sur de Times Square), la 7 (Broadway y Columbus Avenue) y la 11 (Novena Avenida y Amsterdam Avenue) de la New York City Omnibus Company (NYCO), y las M100 (Kingsbridge) y M104 (ramal de Broadway) de la Surface Transportation Corporation. Además, las rutas 4 y 5 de la Fifth Avenue Coach Company (FACCo) recorrían Broadway desde la calle 135 hacia el norte hasta Washington Heights, y sus rutas 5 y 6 recorrían Broadway entre las calles 57 y 72. Con la implementación del sentido único del tráfico, las rutas 6 y 7 hacia el norte fueron trasladadas a la Sexta Avenida.
Actualmente, Broadway es servida por las rutas de autobús M4 (antigua FACCo 4), M7 (antigua NYCO 7), M55, M100 y M104. Entre las otras rutas que usan parte de Broadway se encuentran la M5 (antigua FACCo 5), M10, M20, M60, Bx7, Bx9 y Bx20. Los autobuses Bee-Line también sirven Broadway en Riverdale y el condado de Westchester. Las rutas 1, 2, 3, 4, 6, 13, y varias otras discurren por Broadway.

## Edificios de interés

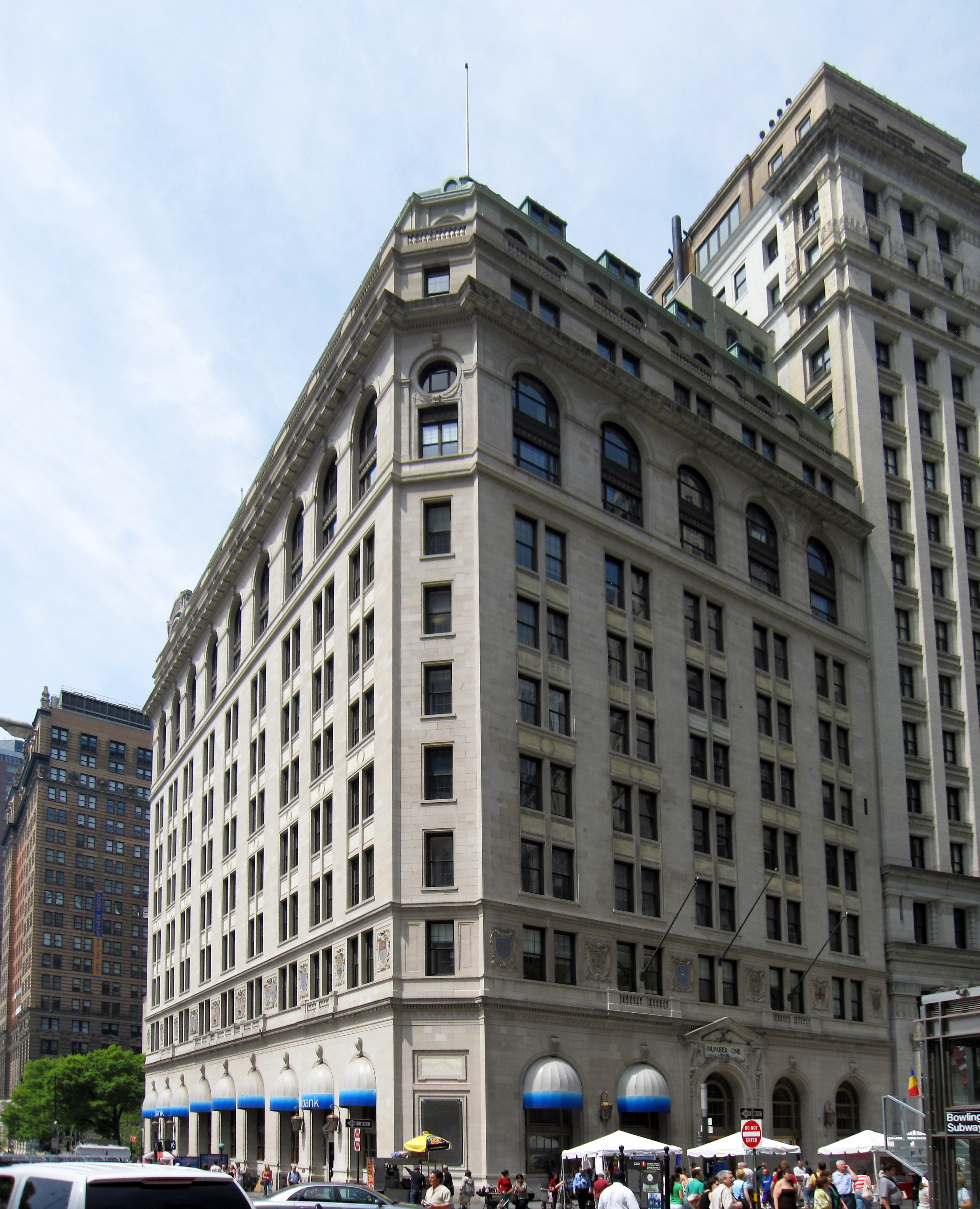
International Mercantile Marine Company Building.

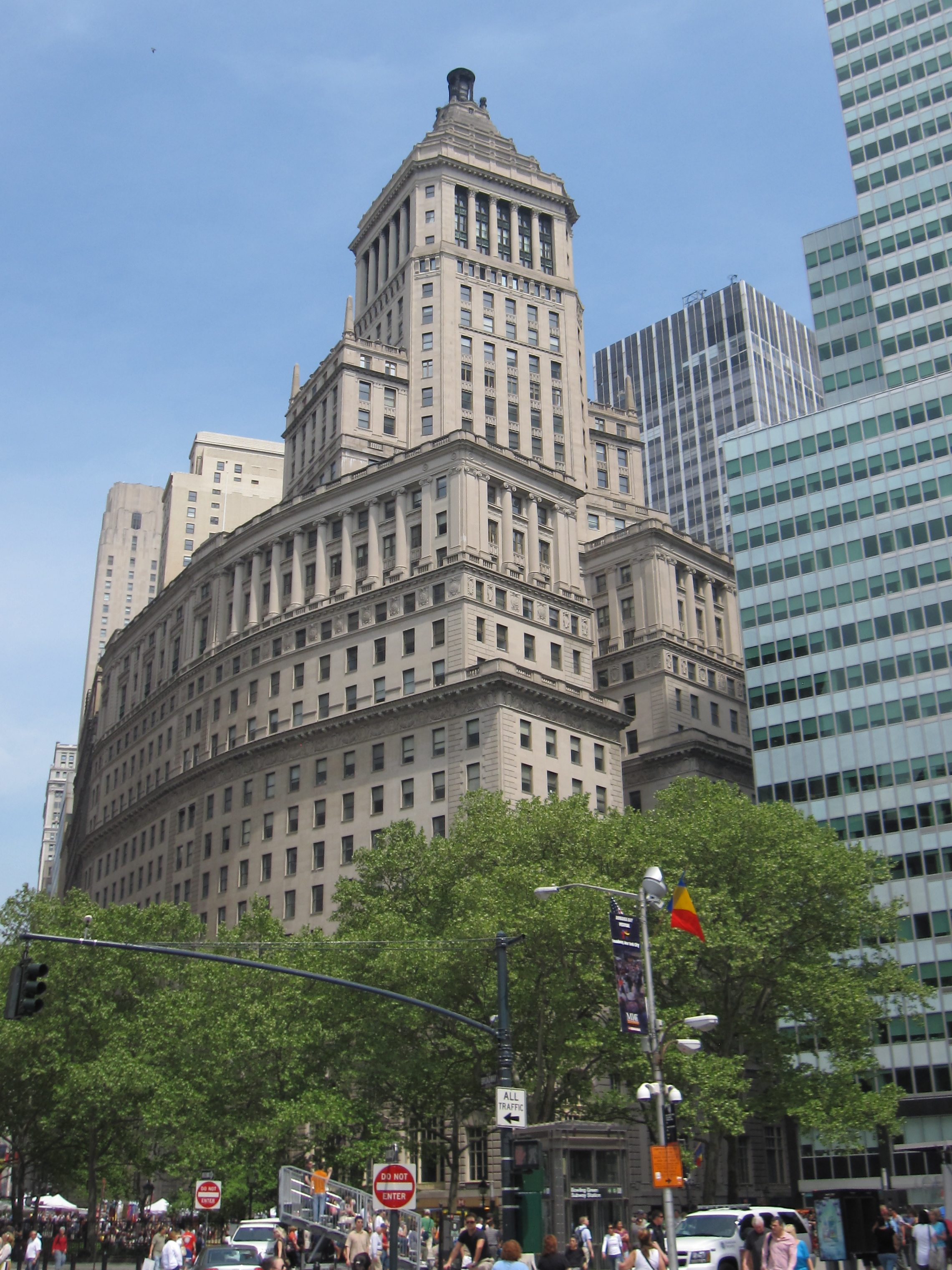
Standard Oil Building.

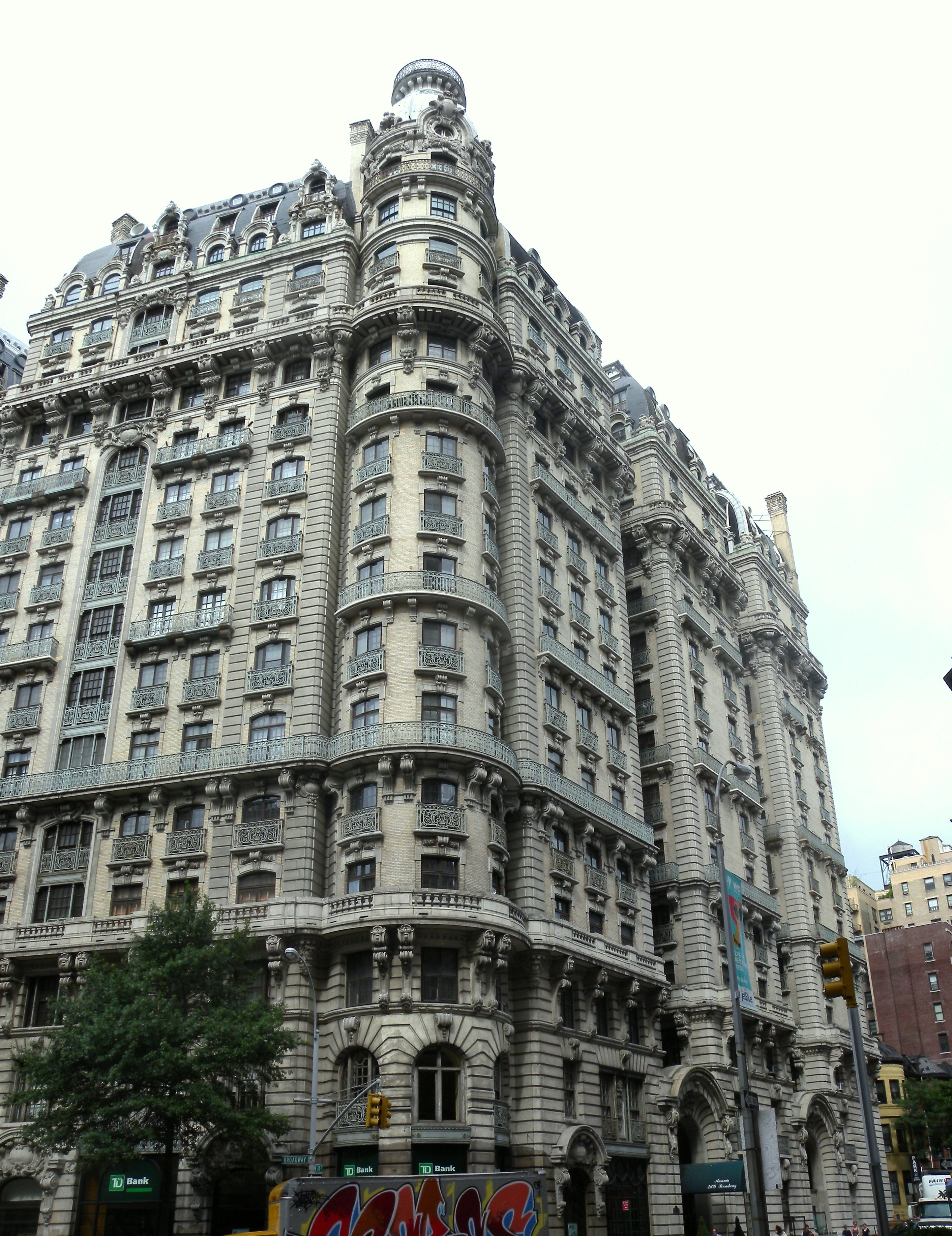
The Ansonia.

En Broadway se encuentran muchos edificios famosos e históricos, como:
- 2 Broadway
- 280 Broadway (también conocido como Marble Palace, A.T. Stewart Company Store o The Sun Building)
- Alexander Hamilton U.S. Custom House (1 Bowling Green)
- American Surety Building (100 Broadway)
- The Ansonia (2109 Broadway)
- Bowling Green (entre 25 y 26 Broadway)
- Bowling Green Offices Building (11 Broadway)
- Brill Building (1619 Broadway)
- Corbin Building (196 Broadway)
- Cunard Building (25 Broadway)
- Dyckman House (4881 Broadway)
- Equitable Building (120 Broadway)
- Flatiron Building (Quinta Avenida con Broadway en la calle 23)
- Gilsey House (1200 Broadway)
- Gorham Manufacturing Company Building (889-91 Broadway)
- International Mercantile Marine Company Building (1 Broadway)
- Morgan Stanley Building (1585 Broadway)
- One Times Square (1475 Broadway)
- Paramount Building (1501 Broadway)
- Standard Oil Building (26 Broadway)
- Iglesia de la Trinidad (79 Broadway)
- Union Theological Seminary (3041 Broadway)
- United Palace (4140 Broadway)
- Winter Garden Theatre (1634 Broadway)
- Woolworth Building (233 Broadway)

Entre los edificios históricos de Broadway que han sido demolidos se encuentran:
- Appleton Building
- Alexander Macomb House
- Barnum's American Museum
- Equitable Life Building
- Grand Central Hotel (673 Broadway)
- Mechanics' Hall
- Metropolitan Opera House (desde 1883 hasta 1966, entre las calles 39 y 40)
- Singer Building (Liberty Street con Broadway)
- St. Nicholas Hotel